# Nesque
La Nesque est une rivière des monts de Vaucluse dans le département français de  Vaucluse en région Provence-Alpes-Côte d'Azur et un affluent de la sorgue de Velleron, donc un sous-affluent du Rhône par l'Ouvèze.

## Géographie
La Nesque coule dans le département de Vaucluse, depuis les monts de Vaucluse vers la plaine du Comtat Venaissin où elle rejoint la sorgue de Velleron en rive droite.

### Parcours

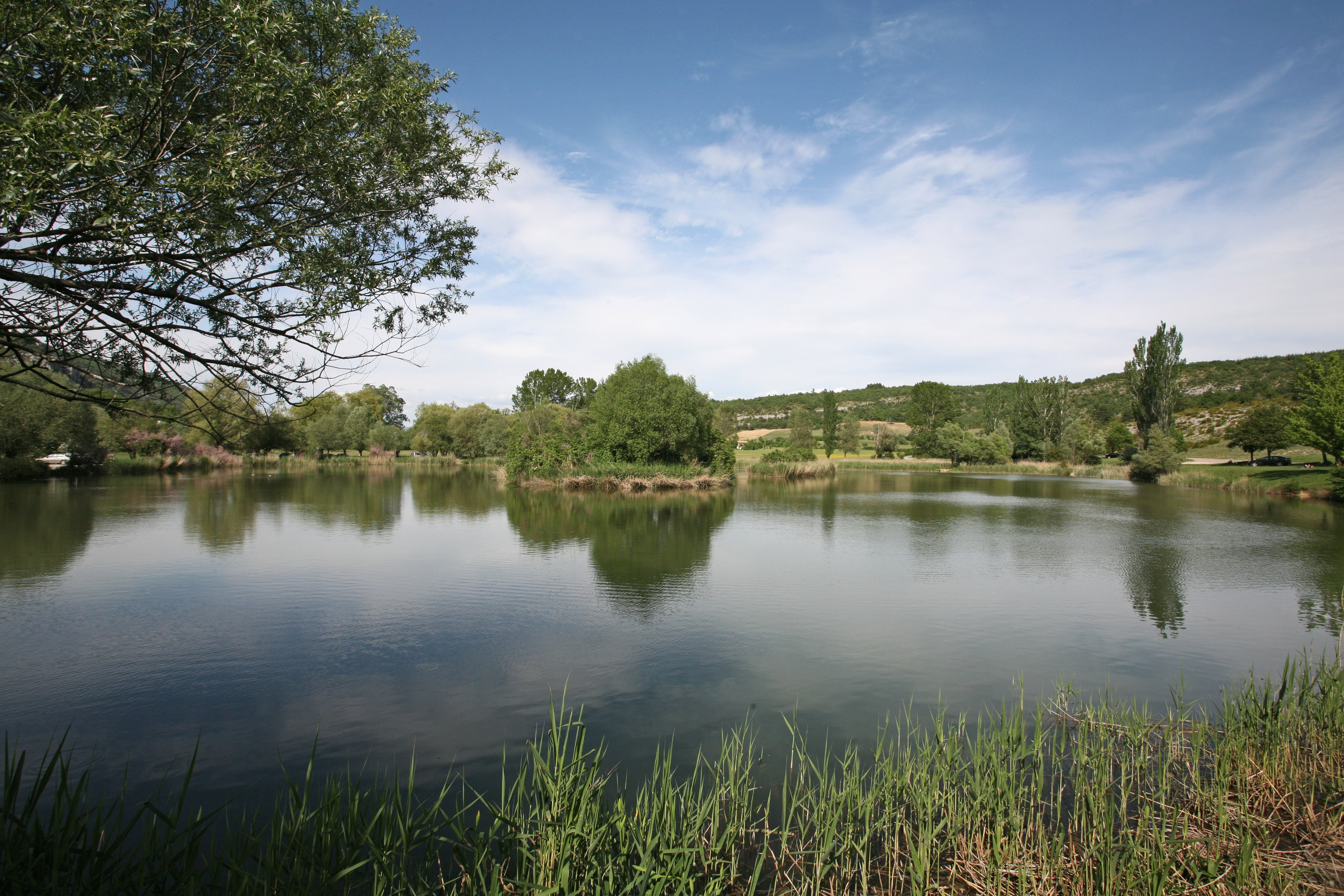
Le plan d'eau de Monieux.

La Nesque prend sa source près d'Aurel, sur le flanc est du mont Ventoux à une altitude d'environ 715 mètres. Elle coule d'abord vers le sud-ouest jusqu'à Venasque en passant par Sault. La zone est classée réserve de biosphère par l'UNESCO depuis 1990. Auparavant, elle alimente à Monieux le plan d'eau privé du grand Vallat et le lac de la commune, puis creuse des gorges : les gorges de la Nesque, qu'elle parcourt sur environ 25 kilomètres. Quittant la montagne, elle prend la direction est-ouest, traverse les communes de Méthamis en passant au pied du bourg, Blauvac, Malemort-du-Comtat, Venasque, Saint Didier et Pernes-les-Fontaines. Après cette ville et après avoir parcouru 53,3 kilomètres, elle se jette sur le rive droite la sorgue de Velleron, à 150 m en aval du Pont de Capelly, près d'Althen-des-Paluds.

## Affluents
Les principaux affluents sont la Croc (26,1 km), la Combe Dembarde (7,8 km), la Rieu (6,2 km) et la Riaille du premier pont (5,7 km), auxquels se rajoutent : le ruisseau de Buan, le vallon de Peissonnier, le vallat de Saume morte, la combe de la Sône, le Grand vallat, le vallat des Barbéris, le ravin de Bouquet, le vallat de Cartoux, le vallat de Coulombey, le ravin du Défend et la riaille du Rouret.

## Histoire

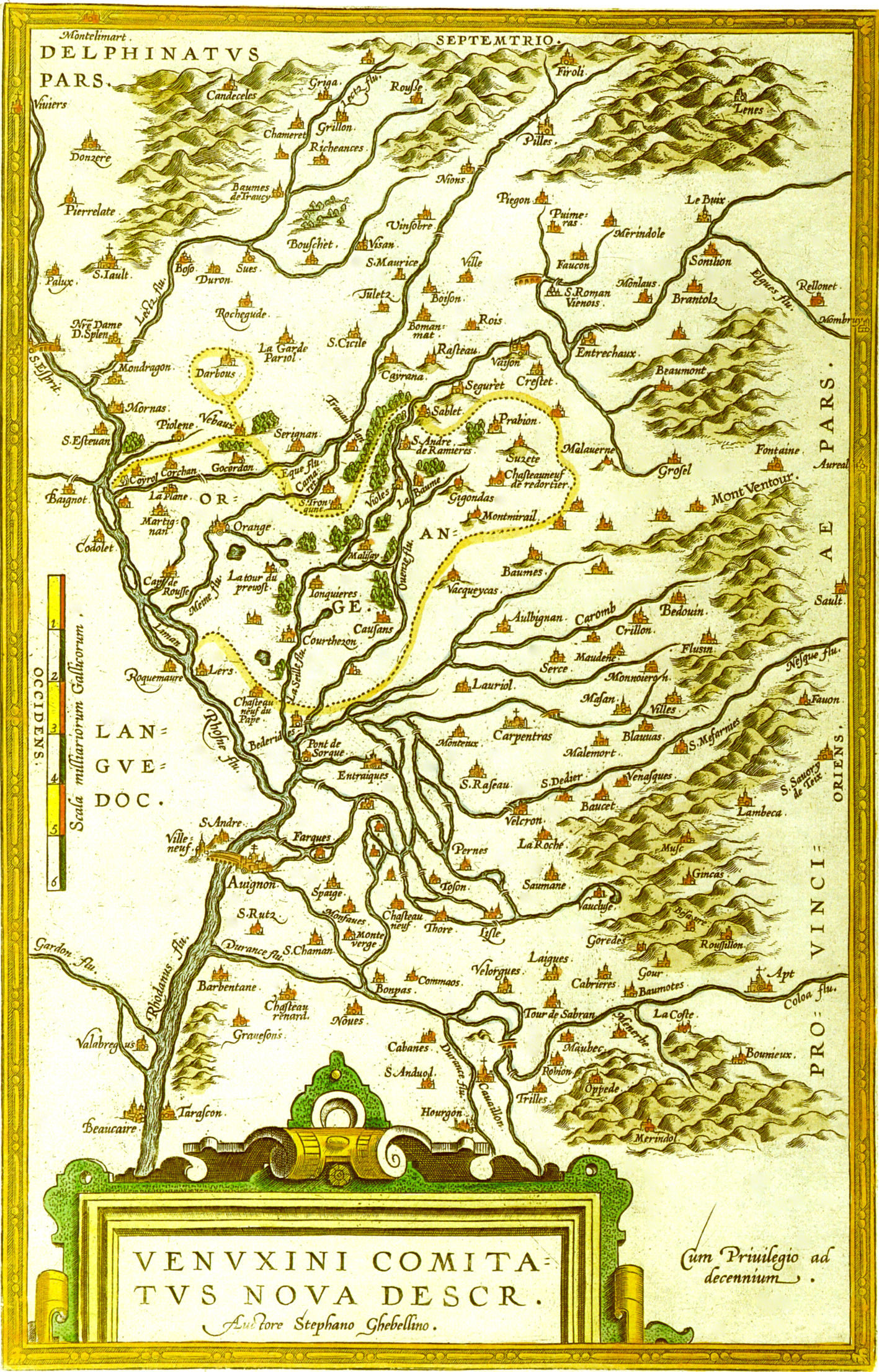
Carte de 1580 faisant mention de la « Nefque ».

Durant l'an XI de la révolution française, le maire de Pernes-les-Fontaines prend un arrêté concernant l'utilisation des eaux de la Nesque, dans la commune : interdiction est alors fait du lavage de « ...la laine, des vers, et autres objets... » dans la rivière, hormis près de la Porte de Villeneuve.
Le 31 janvier 2001, un syndicat intercommunal dit « syndicat intercommunal d'aménagement de la Nesque » regroupant 11 communes du bassin versant de la rivière a été créé par arrêté préfectoral dans le but d'assurer sa protection. Le syndicat est présidé depuis septembre 2020 par Gérôme Viau, adjoint au maire de la commune de Pernes-les-Fontaines .

### Les crues

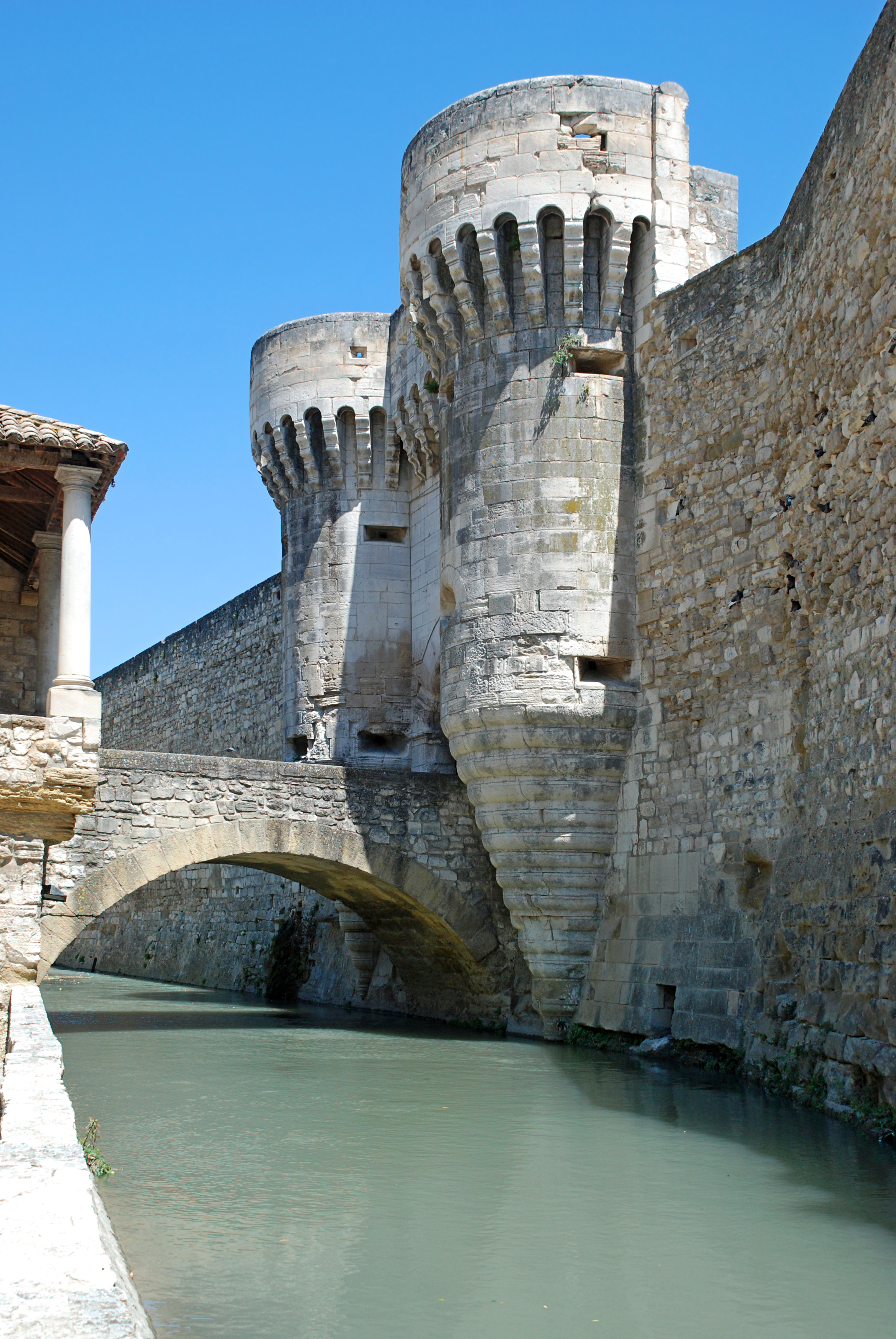
Les eaux de la Nesque au pied de la Porte Notre-Dame de Pernes-les-Fontaines.

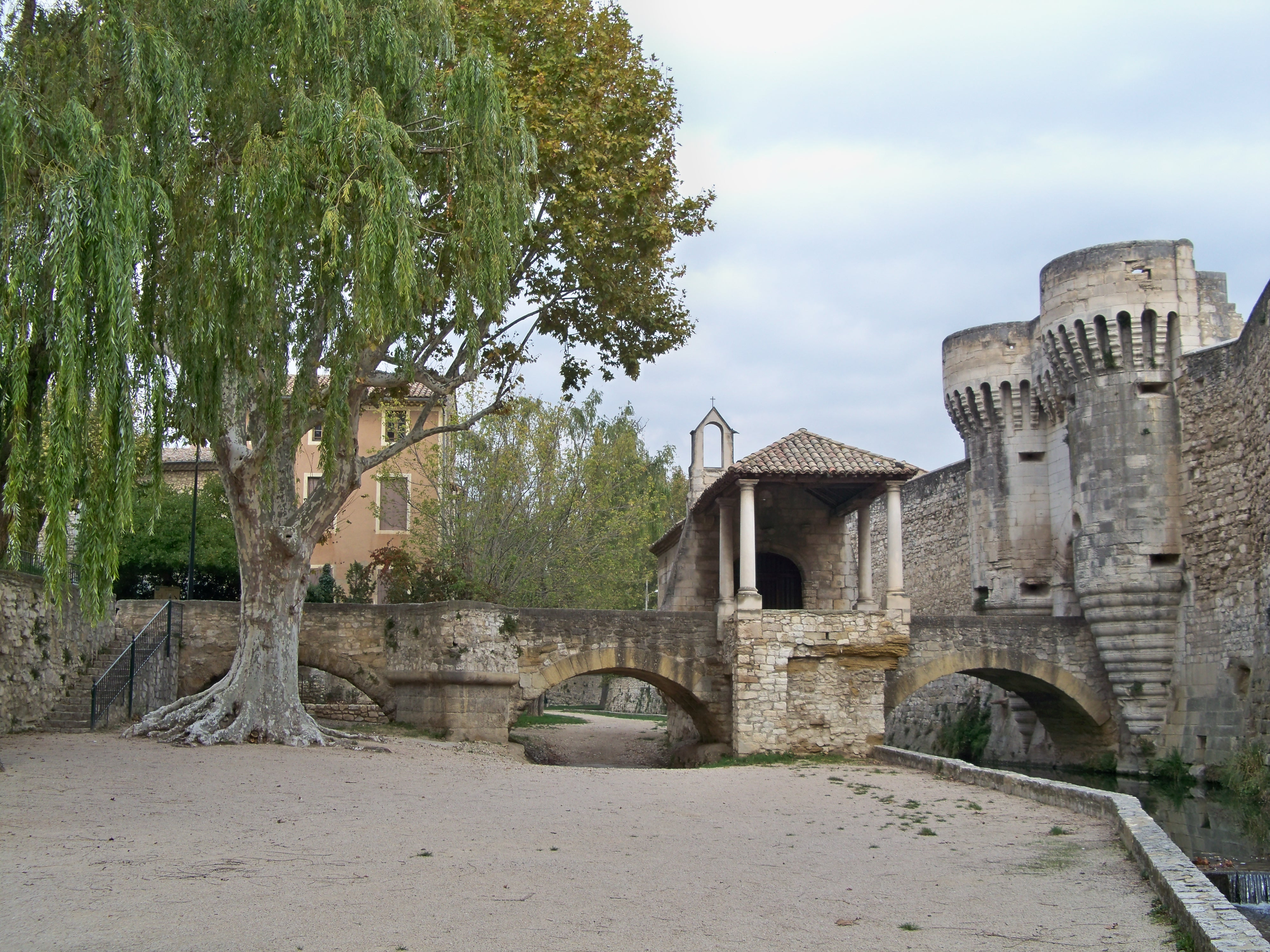
Chapelle et Porte Notre-Dame de Pernes-les-Fontaines.

Le cours de la Nesque a connu plusieurs crues :
- 1616 : Les eaux de la Nesque entrent dans la chapelle Notre Dame, chapelle intégrée à la Porte Notre-Dame de Pernes-les-Fontaines ;
- 1622 : Les eaux passent par-dessus le toit de la chapelle Notre Dame, chapelle intégrée à un pont de Pernes-les-Fontaines ;
- 1625 : les eaux montent jusqu'à la voûte de la chapelle Notre Dame ;
- 1655 : un projet de canalisation du lit de la Nesque est d'abord envisagé, après de nouvelles crues, puis abandonné ;
- 1895 : inondations d'une partie du centre historique de Pernes-les-Fontaines ;
- 1951 : le sud-ouest de la ville de Pernes-les-Fontaines est inondé par un mètre d'eau.